# Carrer d'Avall (el Tec)
El Carrer d'Avall és un barri o veïnat de la comuna vallespirenca del Tec, a la Catalunya del Nord.
És a la dreta del riu Tec, davant i al sud del nucli principal del poble del Tec, a uns 115 metres de distància.